# Ruviã

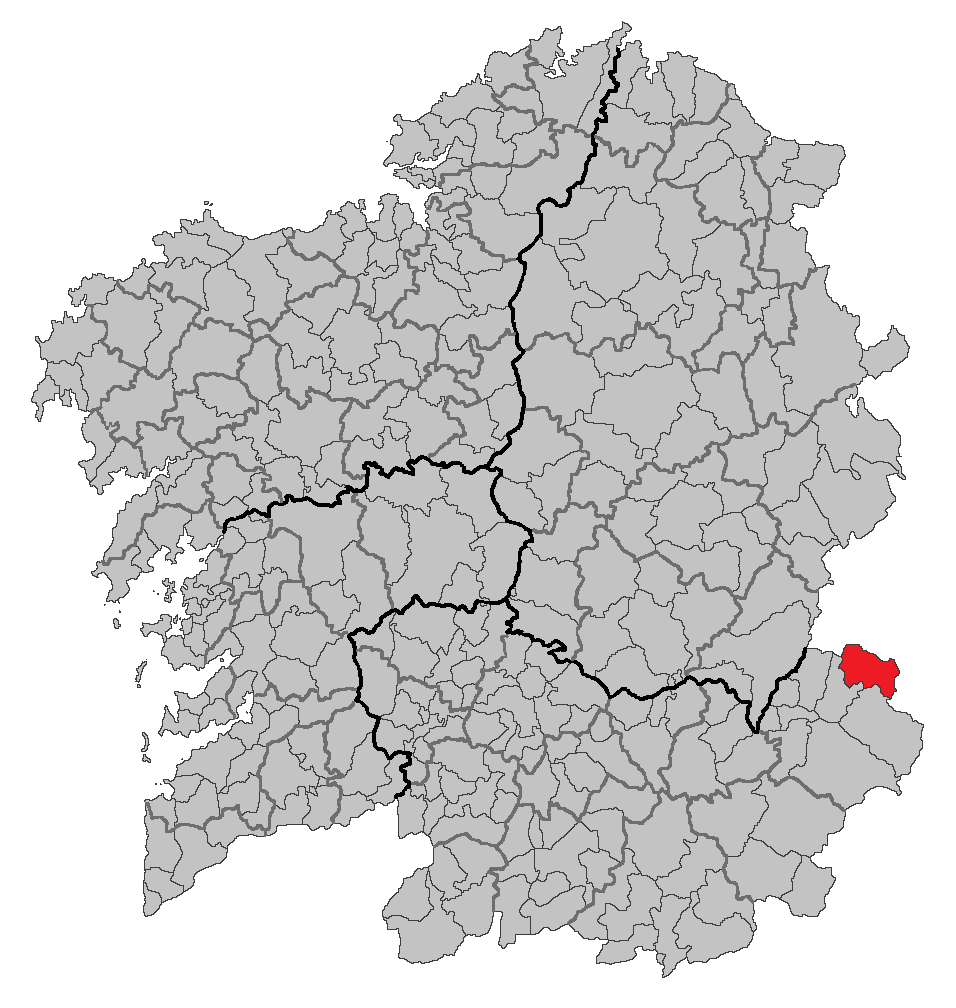
Localização de Rubiá

Ruviã (Rubiá; em espanhol, Rubiana) é um município da Espanha na província 
de Ourense, 
comunidade autónoma da Galiza, de área 100,67 km² com 
população de 1617 habitantes (2007) e densidade populacional de 16,72 hab/km².

## Demografia
| Variação demográfica do município entre 1991 e 2004 | Variação demográfica do município entre 1991 e 2004 | Variação demográfica do município entre 1991 e 2004 | Variação demográfica do município entre 1991 e 2004 |
| --------------------------------------------------- | --------------------------------------------------- | --------------------------------------------------- | --------------------------------------------------- |
| 1991                                                | 1996                                                | 2001                                                | 2004                                                |
| 2220                                                | 1937                                                | 1734                                                | 1685                                                |